# 恰罗泽罗农村居民点
恰罗泽罗农村居民点（俄语：Сельское поселение Чарозерское）是俄罗斯联邦沃洛格达州基里洛夫区所属的一个农村居民点。其下辖有86个居民点，行政中心为恰罗泽罗。据2015年统计，该农村居民点的人口为655人。